# 199 a.C.
Il 199 a.C. (CXCIX a.C. in numeri romani) è un anno  del II secolo a.C.